# Distaplia caerulea
Distaplia caerulea is een zakpijpensoort uit de familie van de Holozoidae. De wetenschappelijke naam van de soort is voor het eerst geldig gepubliceerd in 1956 door Peres.